# Unken
Unken é um município da Áustria, situado no distrito de Zell am See, no estado de Salzburgo. Tem 108,88 km² de área e sua população em 2019 foi estimada em 1.899 habitantes.